# Государственная премия РСФСР имени Н. К. Крупской
Государственная премия РСФСР имени Н. К. Крупской — премия, присуждавшаяся СМ РСФСР за произведения литературы и искусства для детей. Присуждалась в 1969—1991 годах ежегодно в количестве одной премии во всех видах художественной деятельности. Награждённым присваивалось звание «Лауреат Государственной премии РСФСР», а также вручался Почётный знак и диплом.

## Лауреаты Государственной премии РСФСР имени Н. К. Крупской

### 1969
1. Носов, Николай Николаевич — за трилогию «Приключения Незнайки и его друзей» (1954), «Незнайка в Солнечном городе» (1958), «Незнайка на Луне» (1964—1965).

### 1970
1. Алексеев Сергей Петрович — за книгу «Сто рассказов из русской истории» (1966).

### 1971
1. Прилежаева, Мария Павловна — за книгу «Жизнь Ленина» (1970).

### 1972
1. Дехтерёв, Борис Александрович — за иллюстрации и оформление книг для детей и юношества: «Детство» М. Горького, «Записки охотника» И. С. Тургенева.

### 1973
1. Рачёв, Евгений Михайлович — за иллюстрации и оформление книг для детей и юношества: «Терем-Теремок», «Басни» И. А. Крылова, «Басни» С. В. Михалкова.

### 1974
1. Алексин (Гоберман) Анатолий Георгиевич, автор пьес; Сперантова, Валентина Александровна, исполнительница ролей в спектаклях «Звоните и приезжайте» и «Обратный адрес» А. Г. Алексина, поставленных на сцене ГЦДТ.

### 1975
1. Князева, Лидия Николаевна — за исполнение заглавной роли и роли принца Эдуарда в спектакле «Том Кенти» С. В. Михалкова на сцене МТЮЗ.

### 1976
1. Сладков, Николай Иванович — за книгу «Подводная газета».

### 1977
1. Кузнецова, Агния Александровна — за повесть «Земной поклон» (1976).

### 1978
1. Лунгин, Семён Львович, автор сценария; Меньшов, Владимир Валентинович, режиссёр; Биц, Михаил Исаакович, оператор; Ханаева, Евгения Никандровна, исполнительница роли Марии Васильевны Девятовой, — за художественный фильм «Розыгрыш» (1976) производства киностудии «Мосфильм».

### 1979
1. Павлишин, Геннадий Дмитриевич — за иллюстрации сборника Д. Д. Нагишкина «Амурские сказки».

### 1980
1. Лиханов, Альберт Анатольевич — за роман «Мой генерал» и повести «Обман», «Солнечное затмение».

### 1981
1. Львовский, Михаил Григорьевич, автор сценария; Лебедев Николай Иванович и Ясан, Эрнест Викторович, режиссёры; Миронов, Валерий Андреевич, оператор; Федотов, Алексей Ефимович, художник, — за фильм «В моей смерти прошу винить Клаву К.» (1979) производства киностудии «Ленфильм».

### 1982
1. Бойко, Ростислав Григорьевич — за детские оперы «Станция Заваляйка», «Квартет» и цикл песен «Серебристый поясок».

### 1983
1. Медведев, Валерий Владимирович — за книгу для детей «Фантазии Баранкина».

### 1984
1. Кушниренко, Георгий Анатольевич, автор сценария; Чулюкин, Юрий Степанович, автор сценария и режиссёр; Киселёв, Пётр Дмитриевич, художник; Стеблов, Евгений Юрьевич, исполнитель роли папы Димы; Варлей, Наталья Владимировна, исполнительница роли мамы Кати; Мельникова, Евгения Константиновна, исполнительница роли бабушки Варвары Петровны, — за художественный фильм «Не хочу быть взрослым» (1982) производства киностудии «Мосфильм».

### 1985
1. Погодин, Радий Петрович — за книгу «Лазоревый петух моего детства» (1983).

### 1986
1. Хржановский, Андрей Юрьевич, автор сценария и режиссёр; Шнитке, Альфред Гарриевич, композитор, — за художественный мультипликационный фильм-трилогию «Я к вам лечу воспоминанием…», «И с вами снова я…», «Осень» производства киностудии «Союзмультфильм».

### 1987
1. Мягков, Борис Иванович, балетмейстер; Летова, Валентина Вячеславовна, Черыева, Роза Шариповна, исполнительница партии; Грознов, Александр Владимирович, исполнитель партии, — за балетный спектакль «Конёк-Горбунок» Р. К. Щедрина, поставленный в Музыкальном театре Коми АССР (Сыктывкар).

### 1988
1. Иванов Сергей Анатольевич — за повести «Его среди нас нет» и «Тринадцатый год жизни».

### 1989
1. Гейченко, Семён Степанович — за книги «У Лукоморья» и «Завет внуку».
2. Юсупов, Нуратдин Абакарович — за книгу стихов «Три подарка».

### 1990
1. Берестов, Валентин Дмитриевич — за книгу стихов «Улыбка».
2. Ильин, Алексей Сергеевич, художественный руководитель и гл. дирижёр АПП имени В. С. Локтева, — за концертные программы (1987—1989).
3. Караев, Алексей Борисович, режиссёр; Петров, Александр Константинович, художник, — за мультипликационный фильм «Добро пожаловать!» (1986) производства Свердловской киностудии.
4. Топоев, Николай Самуилович, руководитель авторского коллектива, Фролов, Валентин Глебович, Пучков, Станислав Васильевич (посмертно), архитекторы; Щекалёв, Владимир Викторович, инженеры-конструкторы; Клепиков, Владимир Дмитриевич, художник-монументалист; Дикунов, Иван Павлович, Пак, Эльза Николаевна, скульпторы, — за здание Воронежского областного театра кукол.

### 1991
1. Праудин (Кац) Анатолий Аркадьевич, режиссёр, — за спектакль «Алиса в Зазеркалье» по Л. Кэрроллу, поставленный на сцене Екатеринбургского ТЮЗа.
2. Сеф (Фаермарк) Роальд Семёнович — за книгу стихотворений «Ключ от сказки».

## Примечание
1. В Постановлениях 1990—1991 годов номинация премии указана как «за произведения и работы для детей и юношества» без упоминания имени Н. К. Крупской.